# Slam Bolt Scrappers
Slam Bolt Scrappers è un videogioco rompicapo sviluppato e pubblicato da Fire Hose Games per PlayStation 3, tramite PlayStation Network, nel 2011 e per Microsoft Windows, via Steam, nel 2013.

## Modalità di gioco
Il titolo è un mix di vari generi: rompicapo, azione e strategico. Il giocatore prende il controllo di un personaggio e con quest'ultimo dovrà combattere i nemici nello stile tipico dei picchiaduro a scorrimento, cercando nel frattempo di costruire delle torri per eliminare gli altri giocatori. Sconfitti quest'ultimi si verrà ricompensati con dei blocchi, che appositamente combinati, daranno vita ad armi extra che potranno essere sfruttate successivamente. Slam Bolt Scrappers offre sia una modalità in singolo che multigiocatore, quest'ultima affrontabile in cooperativa o in competitiva.

## Accoglienza
La rivista Play Generation diede alla versione per PlayStation 3 un punteggio di 69/100, trovandolo un titolo originale, ma non divertente come ci si aspetterebbe e soprattutto non all'altezza del prezzo a cui veniva venduto. Colin Moriarty di IGN apprezzò il concetto di base del gioco e dichiarò che Fire Hose Games aveva fatto di tutto per cercare di realizzare un prodotto avvincente per i giocatori di PlayStation 3. Tuttavia Slam Bolt Scrappers richiedeva molto apprendimento e, inoltre, la mancanza del gioco online si rivelava una grossa pecca. Kristan Reed di Eurogamer sostenne che il gioco meritava sicuramente un applauso per essere riuscito a far funzionare l'idea su cui era basato. Ma il costante bisogno di multitasking faceva sentire il giocatore come se fosse costantemente arringato da un bambino di quattro anni iperattivo. Jim Hargreaves di TheSixthAxis criticò il gameplay ripetitivo e la mancanza del multiplayer online che lasciavano il pacchetto complessivo un po' scarso. Comunque sia, il gioco competitivo a schermo diviso non era quasi secondo a nessuno. Max Murray di PlayStation LifeStyle ritenne che Slam Bolt Scrappers facesse il suo corso come un buon titolo multiplayer ma sembrava incompleto, specialmente al prezzo a cui era rivolto al pubblico.
Ben Gilbert di Joystiq lo consigliò principalmente a chi aveva molti amici che venivano a fargli visita regolarmente a casa per giocare assieme, altrimenti bisognava valutare attentamente l'acquisto. Jeremiah Johnson di GameSpot ritenne che la breve campagna e la mancanza del multiplayer online abbiano finito per ostacolare la qualità di questa ambiziosa avventura rompicapo. Nic Vargus di GamesRadar+ fu invece più negativo decretando che non fosse particolarmente rigiocabile dopo aver completato la campagna e si rivelava il modo perfetto per buttare via una serata con quattro amici, con il rischio però di perdere anche quest'ultimi.
Meagan Marie di Game Informer affermò che l'ammirevole ambizione di Slam Bolt Scrappers era anche la sua più grande trappola. Mettendo insieme meccaniche specifiche del genere, il gioco sacrificava l'esperienza per l'ampiezza, diventando un generalista piuttosto che uno specialista. La freschezza dell'esperienza e le solide fondamenta erano divertenti e coinvolgenti, nonostante la frustrazione occasionale. PlayStation Official Magazine – UK si lamentò della scarsa longevità ma apprezzò il suo essere rumoroso, sfacciato e brillantemente a blocchi. PlayStation: The Official Magazine trovò che la creatività brillasse attraverso il caos anche quando le azioni sullo schermo raggiungevano un vertiginoso crescendo. Play sostenne che con il supporto per quattro giocatori si poteva fare molto peggio di Slam Bolt Scrappers. Daniel Bischoff di GameRevolution lo consigliò comunque nonostante la sua natura caotica, i rari fallimenti e la mancanza del multiplayer online.